# Piràmide del Louvre
La Piràmide del Louvre (en francès: Pyramide du Louvre) és una gran piràmide de vidre i metall envoltada per altres piràmides més petites al Cour Napoléon del Palau del Louvre a París. La piràmide grossa serveix d'entrada principal al Museu del Louvre. La piràmide es va acabar l'any 1989, i ha esdevingut un símbol de la ciutat de París.

## Disseny i construcció

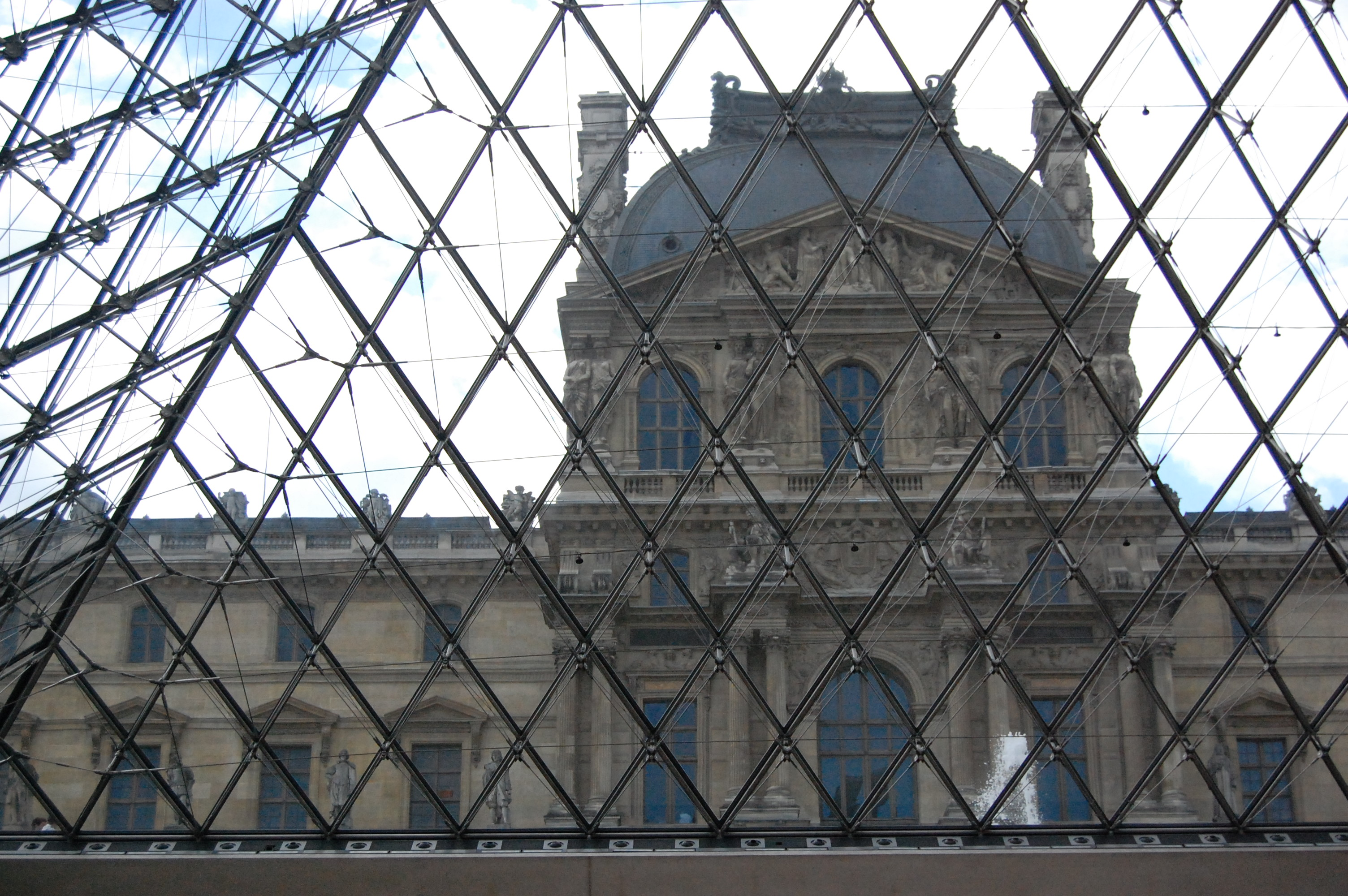
Interior de lapiràmide.

Va ser encarregada pel President de França François Mitterrand l'any 1984, va ser dissenyada per l'arquitecte I. M. Pei, el qual també va dissenyar el Museu Miho al Japó, l'edifici MasterCard Corporate Office Building a Purchase, Nova York, el Rock and Roll Hall of Fame Museum a Cleveland, Place Ville Marie a Mont-real, i el National Gallery of Art (Edifici Est) a Washington, D.C. entre d'altres. L'estructura de la piràmide va ser totalment construïda amb segments de vidre i arriba a 21,6 m d'alt. La seva base quadrada fa 35 m de costat. Conté 603 rombes i 70 segments de vidre triangulars.
L'estructura de la piràmide va ser calculada per l'empresa d'enginyeria Nicolet Chartrand Knoll Ltd. de Mont-real (Pyramid structure / Design Consultant) i Rice Francis Ritchie (també coneguda com a RFR) de París (Pyramid Structure / Construction Phase).
La piràmide i el seu passadís subterrani van ser creats a causa d'una sèrie de problemes de capacitat que presentava l'entrada original del Museu del Louvre.

## Controvèrsia
La construcció d'aquesta piràmide va originar molta controvèrsia pel fet que a molta gent no li agradava una edificació futurista davant de l'arquitectura clàssica del Museu del Louvre.

## La Piràmide Inversa
La Piràmide inversa es troba davant de la botiga del Museu del Louvre, és com una versió a escala reduïda de la de l'entrada del Museu.